# Cachvoa
Il Cachvoa (in russo  Цахвоа?) è la più alta montagna del Territorio di Krasnodar, in Russia. È situato nel territorio della riserva naturale del Caucaso, nel distretto Mostovskij, a est di Krasnaja Poljana, nell'interfluvio tra la Malaja Laba e il suo piccolo affluente Cachvoa. Fa parte della catena principale del Gran Caucaso ed è alto 3346 m.
Sulle pendici settentrionali della montagna si trova uno dei ghiacciai più grandi del territorio di Krasnodar con una superficie totale di circa 2500 km², che scende lungo i ripidi pendii rocciosi in tre strette lingue.